# Daniel Clesse
Daniel Joseph Clesse (Lavacherie, 13 april 1872 - aldaar, 26 juli 1940) was een Belgisch senator.

## Levensloop
Clesse stamde uit een katholiek landbouwersgezin. Nadat hij de lagere school had doorlopen, werkte hij van 1890 tot 1900 als grondwerker, alvorens hij landbouwer en daarna handelsreiziger werd.
Hij voelde zich aangetrokken tot het socialisme en stond bij de verkiezingen van 1906 als tweede opvolger op de liberaal-socialistische kartellijst voor de Kamer van volksvertegenwoordigers in het arrondissement Neufchâteau-Virton. Bij de verkiezingen van 1910 en 1912 stond hij als derde opvolger op die lijst. In september 1908 huwde Clesse met Adolie Rousseau, zus van Eugène Rousseau, socialistisch boegbeeld in het arrondissement Thuin, waarna het echtpaar zich in La Louvière vestigde. Niettemin bleef hij sterk aangetrokken tot de provincie Luxemburg en werd hij lid van het bestuurscomité van de socialistische coöperatieve maatschappij Les Planteurs réunis, die gevestigd was in Saint-Léger en kort na zijn huwelijk werd opgericht. In 1910 was hij samen met onder meer Léon Colleaux betrokken bij een poging om een coöperatieve op te zetten die aardappelen en andere landbouwproducten wilde verkopen aan andere socialistische coöperatieven en steden in de provincie Luxemburg, maar die kwam niet van de grond.
In september 1919 werd Clesse secretaris van de Socialistische Federatie in de provincie Luxemburg, waardoor hij zich in Libramont besloot te vestigen. Hij oefende deze functie uit tot in 1927 en was bij de parlementsverkiezingen van november 1919 lijsttrekker van de socialistische Kamerlijst in het arrondissement Aarlen-Marche-Bastenaken, zonder echter verkozen te geraken. In 1921 werd hij gedelegeerde van de Luxemburgse federatie in de Algemene Raad van de Belgische Werkliedenpartij. 
Bij de verkiezingen van april 1925 werd hij voor de BWP verkozen in de Senaat, als lijsttrekker van de socialistische lijst voor het arrondissement Aarlen-Marche-Bastenaken-Neufchâteau-Virton. Clesse bleef rechtstreeks gekozen senator tot in 1932 en was nadien van 1932 tot 1939 provinciaal senator voor de provincie Luxemburg. Van 1939 tot aan zijn overlijden in juli 1940 was hij opnieuw rechtstreeks gekozen senator.
In de Senaat kwam Clesse tussen in de discussies over de begrotingen van kunsten en wetenschappen, financiën, landbouw en openbare werken en nam hij deel aan debatten over invoerrechten van haver, erfpacht, de bescherming van dieren, bossen en wouden en de staat van de wegen in zijn provincie. Daarnaast was hij lid van de commissie Landbouw en medeondertekenaar van een wetsvoorstel over het gebruik van de Duitse taal in rechtszaken tegen Duitstalige militairen die verdacht werden van criminele feiten. Op lokaal niveau was hij van 1932 tot 1934 gemeenteraadslid van Libramont.
Clesse maakte tevens deel uit van de redactie van Le Réveil du Luxembourg, de krant en later het magazine van de socialistische beweging in Luxemburg, en was er van 1926 tot 1930 de hoofdredacteur van. Hij was eveneens voorzitter van de Federatie van Socialistische Mutualiteiten van de provincie Luxemburg.